# Basiliche in Argentina
Elenco delle basiliche presenti in Argentina, in ordine alfabetico delle località.
- Buenos Aires:
  - Basilica di Nostra Signora del Soccorso (Decreto del 12.02.1898)
  - Basilica di Nostra Signora del Rosario (Decreto dell'11.08.1909)
  - Basilica di San José de Flores (Decreto del 13.12.1911)
  - Basilica del Santissimo Sacramento (Decreto del 25.10.1916)
  - Basilica di Nuestra Señora de la Merced (Decreto del 14.11.1917)
  - Basilica di San Francesco d'Assisi (Decreto del 13.11.1918)
  - Basilica di Nostra Signora di Buenos Aires (Decreto del 27.11.1935)
  - Basilica di Nostra Signora del Pilar (Decreto del 12.03.1936)
  - Basílica de San Nicolás de Bari (Decreto del 03.02.1937)
  - Basilica del Sacro Cuore di Gesù (Decreto del 30.03.1939)
  - Chiesa dello Spirito Santo (Decreto del 12.10.1939)
  - Basilica di San Carlos Borromeo e Maria Auxiliadora (Decreto del 16.06.1941)
  - Basilica di Santa Rosa de Lima (Decreto del 16.07.1941)
  - Basilica di Sant'Antonio da Padova (Decreto del 07.12.1963)
  - Basilica di Nostra Signora della Misericordia (Decreto del 07.02.2002)
- Concepción del Uruguay:
  - Basilica dell'Immacolata Concezione dell'Uruguay (Decreto del 24.09.1980)
- Córdoba:
  - Basilica di Santo Domingo (Decreto dell'11.02.1911)
  - Basilica di Nuestra Señora de la Merced (Decreto del 23.06.1926)
- Corrientes:
  - Basilica di Nostra Signora di Itati (Decreto del 19.02.1980)
- Esperanza (Santa Fe):
  - Basilica della Natività della Beata Vergine (Decreto del 06.07.2005)
- La Plata:
  - Basilica del Sacro Cuore di Gesù (Decreto del 19.11.1966)
  - Basilica di San Ponciano (Decreto del 03.01.1997)
- La Rioja (Argentina):
  - Catedral Basílica de San Nicolás de Bari (Decreto del 14.01.1955)
- Lomas de Zamora:
  - Basilica Cattedrale di Nostra Signora di La Paz (Decreto del 29.11.1965)
- Luján:
  - Basilica nazionale di Nostra Signora di Luján (Decreto del 13.08.1930)
- Luján de Cuyo:
  - Basilica di Nostra Signora di Luján de Cuyo (Decreto del 18.12.2014)
- Mar del Plata:
  - Basilica Cattedrale dei Santi Pietro e Cecilia (Decreto dell'11.07.1923)
- Mendoza:
  - Basilica di San Francisco (Decreto del 10.11.1926)
  - Basilica di Nostra Signora del Rosario (Decreto del 25.10.1962)
- Mercedes:
  - Basilica Cattedrale di Nostra Signora della Misericordia (Decreto del 12.08.1949)
- Morón:
  - Basilica Cattedrale dell'Immacolata Concezione di Buon Viaggio (Decreto del 01.12.1962)
- Nogoyá:
  - Basilica di Nostra Signora del Carmen (Decreto del 15.06.1967)
- Rosario:
  - Basilica Cattedrale di Nostra Signora del Rosario (Decreto del 23.11.1964)
  - Basilica di San Jose (Decreto del 24.01.1998)
- Salta:
  - Cattedrale di Nostro Signore e della Vergine del Miracolo (Decreto del 15.06.1938)
  - Basilica e convento di San Francesco (Decreto del 04.08.1997)
- San Fernando del Valle de Catamarca:
  - Basilica Cattedrale di Nostra Signora della Valle (Decreto del 31.03.1941)
- San Juan:
  - Basilica di Nostra Signora degli Abbandonati (Decreto del 03.12.2007)
- San Miguel de Tucumán:
  - Basilica di Nostra Signora del Rosario (Decreto del 07.05.1941)
  - Basilica di Nuestra Señora de la Merced (Decreto del 10.06.2009)
- San Salvador de Jujuy:
  - Cattedrale di Salvador de Jujuy (Decreto del 01.09.1973)
  - Basilica di San Francisco (Decreto del 08.10.2008)
- Santa Fe:
  - Basilica di Nostra Signora di Guadalupe (Decreto del 23.07.1953)
  - Basilica di Nostra Signora del Carmen (Decreto del 05.08.1986)
- Santiago del Estero:
  - Basilica Cattedrale di Nostra Signora del Carmen (Decreto del 20.01.1971)
- Villa del Rosario (Córdoba):
  - Basilica e Santuario della Madonna del Rosario (Decreto del 14.01.1955)
- Villa Dolores:
  - Basilica di Nostra Signora dei Dolori (Decreto del 24.01.2011)